# Župnija Sv. Križ - Podbočje
Župnija Sv. Križ - Podbočje je rimskokatoliška teritorialna župnija Dekanije Leskovec Škofije Novo mesto.
Do 7. aprila 2006, ko je bila ustanovljena Škofija Novo mesto, je bila župnija del Nadškofije Ljubljana.
V župniji so postavljene Farne spominske plošče, na katerih so imena vaščanov iz okoliških vasi (Brezje, Brod, Brlog, Brvi, Bušeča Vas, Dobrava, Dol, Hrastek, Karlče, Kalce, Malo in Veliko Mraševo, Mladje, Poštena vas, Planina, Premagovci, Pristava, Prušnja vas, Selo, Slinovce, Stari Grad, Slivje, Sv. Križ, Šutna, Vrhovska vas in Znanovci), ki so padli nasilne smrti na protikomunistični strani v letih 1942–1945. Skupno je na ploščah 66 imen.

## Sakralni objekti
| #  | Slika                     | Cerkev                       | Kraj           |
| -- | ------------------------- | ---------------------------- | -------------- |
| 1. | Klikni za spremembo slike | Cerkev sv. Križa             | Podbočje       |
| 2. | Klikni za spremembo slike | Cerkev sv. Katarine          | Frluga         |
| 3. | Klikni za spremembo slike | Cerkev sv. Nikolaja          | Gradec         |
| 4. | Klikni za spremembo slike | Cerkev sv. Petra in Pavla    | Veliko Mraševo |
| 5. | Klikni za spremembo slike | Cerkev Žalostne Matere Božje | Bušeča vas     |